# Вальтер Больдт
Вальтер Больдт (нім. Walter Boldt; 5 грудня 1921, Ельбінг — 14 червня 1945, Фленсбург) — німецький офіцер-підводник, оберлейтенант-цур-зее крігсмаріне.

## Біографія
1 грудня 1939 року вступив на флот. З 5 серпня 1942 року — 1-й вахтовий офіцер на підводному човні U-415. 1-15 лютого 1944 року пройшов курс позиціонування (радіовимірювання), з 15 лютого по 31 березня — курс командира човна. З 1 квітня по 22 листопада 1944 року — командир U-720. 23 листопада переданий в розпорядження 21-ї флотилії. З 15 січня 1945 року — інструктор 1-ї навчальної дивізії підводних човнів. 12 лютого переданий в розпорядження 1-го навчального дивізіону підводних човнів. З 8 березня по 4 травня проходив командирську практику на U-3033. В травні був взятий в полон британськими військами. Загинув від вибуху на пароплаві «Дунай». Похований в Фленсбурзі.

## Звання
- Кандидат в офіцери (1 грудня 1939)
- Морський кадет (1 травня 1940)
- Фенріх-цур-зее (1 листопада 1940)
- Оберфенріх-цур-зее (1 лютого 1942)
- Лейтенант-цур-зее (1 квітня 1942)
- Оберлейтенант-цур-зее (1 грудня 1943)

## Нагороди
- Нагрудний знак підводника (23 серпня 1941)
- Залізний хрест
  - 2-го класу (9 травня 1943)
  - 1-го класу (10 січня 1944)
- Фронтова планка підводника в бронзі (22 жовтня 1944)